# Carl Johan Hartman
Carl Johan (eller Johann) Hartman, född 14 april 1790 i Gävle, död 28 augusti 1849 i Stockholm, var en svensk botaniker och läkare. Auktorsnamnet Hartm. kan användas för Carl Johan Hartman i samband med ett vetenskapligt namn inom botaniken; se Wikipediaartiklar som länkar till auktorsnamnet.
Hartman blev student vid Uppsala universitet 1811, företog 1813 med understöd av Vetenskapsakademien en naturhistorisk resa till Jämtland och angränsande delar av Norge samt redogjorde för en del av sina iakttagelser därunder i Vetenskapsakademiens Handlingar (1814, 1818). Han blev medicine kandidat 1820, medicine licentiat 1821, kirurgie magister 1822 och medicine doktor samma år 1822–26 var han läkare vid invalidinrättningen på Ulriksdals slott, 1826–28 distriktsläkare i Sigtunatrakten samt blev 1828 provinsialläkare i Eskilstuna och 1833 i Gävle. År 1838 blev han ledamot av Vetenskapsakademien. 
Hartman blev berömd inom Sverige för sina botaniska arbeten, främst genom sin Handbok i Skandinaviens flora, innefattande Sveriges och Norges växter till och med mossorna; med inledning, afhandlande grunderna för botanikens studium (1820; elfte upplagan 1879). De sex senaste upplagorna utgavs av sonen Carl Hartman) De bägge första upplagorna av detta arbete möttes med skarp kritik, vilken höjde kvaliteten på den tredje (1838). Inledningen utgavs 1843 särskilt, under titeln Utkast till botanologien, eller växtläran i allmänhet. Dessutom utgav han en Svensk och norsk excursions-flora (1846; fjärde upplagan 1866) och Utkast till populär naturkunnighet (1836) samt publicerade i Botaniska notiser flera smärre botaniska avhandlingar.
Hartman var även verksam som medicinsk författare. Förutom meddelanden i Svenska Läkaresällskapets handlingar och årsberättelser utarbetade han den bekanta boken Husläkaren, eller allmänna och enskilda föreskrifter i sundhetsläran, samt sjukdomslära, eller kort anvisning att känna och rigtigt behandla de flesta i Sverige förekommande inre och yttre sjukdomar (1828; sjätte upplagan, omarbetad av O.F. Hallin, 1872). De rika samlingar, som legat till grund för Hartmans stora flora och vid vilkas sammanbringande även hans ovannämnde son varit verksam, inköptes 1882 av grosshandlare Oscar Dickson i Göteborg och skänktes till Uppsala universitets botaniska museum.